# Hervay István
Lőgérpatonyi Hervay István (Battonya, 1861. január 14. – Makó, 1938. augusztus 14.) magyar politikus, alispán.

## Életpályája
Pozsonyi származású nemesi család sarja volt. Középiskoláit Aradon végezte el. Egyetemi tanulmányait a budapesti tudományegyetemen állam- és jogtudományi katán végezte el. 1883–1904 között Csanád vármegye aljegyzője, főjegyzője volt. 1905–1922 között Csanád vármegye alispánja volt. A Darabont kormánnyal való ellenszegülése miatt 1905–1906 között nem dolgozhatott. 1913–1946 között Makón utca viselte nevét. 1922-ben nyugdíjba vonult. 1927-től haláláig a Csanád vármegyei törvényhatósági bizottság tagja és küldötte volt a Felsőházban.
Kezdeményezője volt a Hollósy Kornélia Színház, a megyei közkórház és a DMKE-internátus létesítésének.

## Családja
Szülei: Hervay Kálmán (1834–1907) és gyergyószentmiklósi Kövér Paulina Mária Anna (1836–1899) voltak. 1893-ban házasságot között Bánffy Gizellával (1869–). Hét gyermekük született: István Kálmán (1895–), László (1896–1918), Mária (1898–1983), Tamás (1900–1973), Ilona (1903–), Kálmán (1906–1978), Béla (1907–). Unokája Hervay Gizella költőnő volt, valamint a ma is élő Hervay Katalin, Hervay Marianne és Hervay Tamás
Sírja a makói római katolikus temetőben található.

## Díjai
- Makó város díszpolgára (1905)[8]